# Cyriel Moeyaert
Cyriel Moeyaert (Sint-Andries, 23 mei 1920 - Poperinge, 25 september 2020) was een rooms-katholiek priester, schrijver, oud-voorzitter van het Komitee voor Frans-Vlaanderen en Frans-Vlaanderen-kenner. Ook was hij Heel-Nederlandsgezind.

## Priester-leraar
Cyriel Moeyaert groeide op in een landbouwersgezin in Langemark. Op 8 april 1945 werd hij in Brugge tot priester gewijd en twee maand later werd hij leraar aan het Sint-Jozefscollege van Izegem. Daar gaf hij in de humaniora Latijn, Grieks, godsdienst en Nederlands aan onder meer Geert Bourgeois aan wie hij zijn voorliefde voor het gebruik van het Algemeen Nederlands meegaf. In de tweede helft van de jaren '60 was hij werkzaam als godsdienstleraar, eerst aan het Koninklijk Atheneum in Menen (25 januari 1966) en vanaf 16 augustus 1969 aan het Instituut OLV-Ter-Nieuwe-Plant in Ieper waar hij ook aalmoezenier was. Van 1974 tot 1980 gaf hij les aan het Sint-Vincentiuscollege in Ieper. Van september 1974 tot 1990 was Cyriel Moeyaert werkzaam als diocesaan inspecteur Nederlands secundair en technisch onderwijs. Daarna was hij als priester dienstbaar in de Sint-Jansparochie in Sint-Jan-ter-Biezen (Watou). Daar woonde hij in de pastorie 'De oude kluis' van de Sint-Janskerk waar van 1724 tot 1728 de Vlaamse mysticus Karel Grimminck in een aangebouwde kluis verbleef. Cyriel Moeyaert overleed op 25 september 2020 in het Woonzorgcentrum OLV-Gasthuis in Poperinge.

## Taalkundige
Cyriel Moeyaert heeft zich ook ingezet voor de verspreiding van het Nederlands in Frankrijk en Wallonië. Zo is Moeyaert nog voorzitter geweest van het Komitee voor Frans-Vlaanderen (KFV). De bedoeling van deze cultuurvereniging is het promoten van de Nederlandse taal- en cultuurontwikkeling in Frans-Vlaanderen. Het KFV organiseert lezingen en gratis cursussen Nederlands. In 1963 publiceerde hij samen met de bekende Nederlandse taalkundige P.C. Paardekooper het boek Beknopte ABN-spraakkunst en Oefenboek bij de Beknopte ABN-Spraakkunst.
Moeyaert heeft vijftig jaar lang het Vlaams van 250 Frans-Vlaams-sprekenden beluisterd en op papier gezet. In 2005 heeft dit jarenlange werk geresulteerd in het uitbrengen door Cyriel Moeyaert en Frans Debrabandere van het Woordenboek van het Frans-Vlaams, uitgegeven door het Davidsfonds.

## Onderscheidingen
- In 1996 werd Cyriel Moeyaert tot ridder geslagen in de Orde van 't Manneke uit de Mane.
- In 2000 kreeg hij de ANV-Visser-Neerlandiaprijs.
- Op 18 oktober 2015 werd hij door de Marnixring Mechelen Gaston Feremans onderscheiden met de gelijknamige 'Erepenning' die werd overhandigd door minister-president Bourgeois.[6]
- In 2020 ontving hij de Orde van de Vlaamse Leeuw.[7]

## Publicaties
- Beknopt A. B. N.- spraakkunst met Oefenboek, i.s.m. P. C. Paardekoper en J. Peperstraete
- Woordenboek van het Frans-Vlaams, Uitgeverij Davidsfonds Literair, 2005, ISBN 90-6306-527-2
- Het Nederlands in Sint-Omaars door de eeuwen heen, Uitgeverij Polemos, 2021, paperback, 180 p., 9789493005136